# Tasnádi István (súlyemelő)
Tasnádi István, románul: Ștefan Tașnadi (Szék, 1953. március 21. – 2018. február 27.) olimpiai ezüstérmes romániai magyar súlyemelő.

## Pályafutása
Az 1980-as moszkvai olimpián hatodik lett, az 1984-es Los Angeles-i olimpián ezüstérmet szerzett. 1976 és 1984 között a román válogatott tagja volt, és minden évben bajnok lett a román bajnokságban.

## Sikerei, díjai
- Olimpiai játékok
  - ezüstérmes: 1984, Los Angeles (110 kg)